# Rhadinopus
Rhadinopus es un género con dos especies de plantas con flores perteneciente a la familia de las rubiáceas. 
Es nativo de Nueva Guinea.

## Especies
- Rhadinopus kurivana Ridsdale (1979).
- Rhadinopus papuana S.Moore (1930).